# Зигмунт Румель
Зигмунт Ян Румель (22 лютого 1915— 10 липня 1943) — польський поет, політичний і військовий діяч часів Другої світової війни.
Поетичний талант Румеля визнавали поет Леопольд Стафф та драматург Ярослав Івашевич: його найвідоміший вірш — «Дві матері», у якому він висловлював свою любов до України та Польщі.

## Біографія
Зигмунт народився у сім'ї Владислава Румеля та Яніни, уродженої Тиминської. Батько, за освітою агроінженер, був офіцером Війська Польського, учасником кампанії 1920 року, нагороджений орденом «Віртуті Мілітарі Хрест»; після війни жив військовим поселенцем у Кременецькому повіті на Волині.
Дитинство Зигмунта пройшло в селі Волинське. Він закінчив середню школу в Кременці (зараз Тернопільщина), де жив у маєтку, який колись належав родині Юліуша Словацького. Потім вивчав полоністику у Варшавському університеті.
Попри навчання у Варшаві, він був залучений до суспільного життя Волині. У 1930-ті роки був активістом Волинського союзу сільської молоді. Зигмунд приєднався до роботи Народного університету в Ружині в районі Ковель, де, ймовірно, познайомився з Казимиром Банахом. Він був публіцистом та головою редакційної комісії щомісячника Droga Pracy, який був додатком до Życie Krzemienieckiego. У своїх статтях Румель торкався історичних та соціальних тем. Підтримував ідею Польщі як багатонаціональної держави та засуджував прояви антисемітизму. Він також публікувався у двомовному журналі Young Wies — Mołode Seło, що видається в Кшеменці.
1938 року направлений у Волинське кадетське училище артилерійського резерву ім. Марцин Концки у Володимирі, де він був у 2-й батареї, якою командував спочатку капітан Маріан Шнейкарт, а після його звільнення з посади командира 1-ї дивізії в березні 1939 року — майором С. Юзеф Відорт. Закінчив 13 курс курсантом-єфрейтором запасу в липні 1939 року, а потім прийшов на практику до 23-го легкого артилерійського полку в Бендзіні. Після мобілізації наприкінці серпня 1939 року пішов із цим полком на війну.
Після агресії СРСР проти Польщі 20 вересня 1939 року потрапив у радянський полон. Він представився рядовим і був відпущений. Початок окупації провів на Волині, де наприкінці 1939 р. вступив до підпільної антирадянської організації, створеної активістами селянського руху. Змовники вирішили зв'язатися з Генриком Южевським, який перебував у Генерал-губернаторстві, де й бачили майбутнього лідера організації. Під час невдалої спроби перетнути кордон із Генерал-губернаторством у січні 1940 року Румель та його товариш Пій Залевскі відморозили ноги й повернулися до Луцька.
Там їх і знайшли емісари ZWZ. Полковник Тадеуш Маєвський «Шмігель» та Єжи Потапов «Ярослав» приїхали на Волинь із місією створення підпільного ZWZ. Організація Румеля підкорялася наказам полковника.
У лютому та березні 1940 року Румель здійснив дві поїздки між Волинню та Варшавою як кур'єр ZWZ. На той час НКВС розігнав керівництво Волинського ZWZ та заарештував багатьох його активістів, у тому числі Броніслава Румеля, брата Зигмунта (розстріляний 1941 р.). Зигмунду Румелю, який також перебував під загрозою арешту, вдалося дістатися Варшави
Перебуваючи у Варшаві, Румель відновив контакти з активістами селянського руху, зокрема з Банахом. Разом зі своїм братом Станіславом та його дружиною Ганною, уродженою Вуйцикевич (одружився 1941 року), він володів магазином кухонного приладдя в Охоті, який служив контактним пунктом для підпілля. Приєднався до роботи підпільної друкарні Штабу селянських батальйонів
З осені 1941 року він був емісаром Селянських батальйонів на Волині. На початку 1943 року Казімєж Банах підвищив його до командувача VIII округом БЧ — Волинь (псевдонім «Кшиштоф Поремба»).
На початку липня 1943 року йому наказали провести переговори з місцевим командуванням Української повстанської армії (УПА) на Волині. Румель очолив делегацію, надіслану Казимиром Банахом, повноважним представником уряду Республіки Польща з метою зупинити трагедію на Волині та домовитися про спільну боротьбу проти нацистів.
10 липня 1943 року Зигмунт Румель звільнився зі своєї збройної охорони жестом доброї волі до штабу місцевого командування РБ ОУН разом із представником Волинського округу Армії Крайової Кшиштофом Маркевичем, псевдонім «Чорт» та Вітольдом Добровольським. Усіх трьох було заарештовано і вбито.за трагічних обставин. Про це стверджує в своїх мемуарах сам Казимир Банах
Ярослав Івашкевич, згадуючи про смерть молодого поета, писав: "Це був один із діамантів, якими стріляли у ворога. Цей діамант міг сяяти першокласним блиском.

## Творчість
Перші поетичні спроби Зигмунта Румеля, опубліковані у шкільному журналі, належать до 1934 року. Окрім вірша «Пісня», опублікованого в журналі «Droga Pracy», його вірші не друкували: він писав «у шухляду». Під час однієї з поетичних зустрічей в окупованій Варшаві Леопольд Стафф мав нагоду познайомитися з творчістю Румеля і після цієї зустрічі сказав Ганні Румловій: «Будь ласка, захистіть цього хлопчика, він буде великим поетом»
Рукописи віршів Румеля збереглися завдяки дружині поета. Їх добірка, зроблена Анною Каменською, була опублікована посмертно лише 1975 року. Його високо оцінив Ярослав Івашкевич («розум і талант із майже оригінальними рисами»)
За словами Божени Горської, поезія Румеля ясно показує вплив творів Словацького та Норвіда. На нього не вплинув авангард, за винятком його пошуків у галузі мови (метафора, словотворення, рима), де він зблизився зі Стаффом та Лесмяном. За прикладом романтиків української школи він звертався до місцевого колориту, використовував русинізми та русизми. Його найвідоміший вірш «Дві матері» був написаний у цьому стилі у липні 1941 року, де він висловлює своє кохання, але також і внутрішній розрив між двома «матерями-батьківщинами» — Польщею та Україною. Історичні теми присутні у багатьох його віршах (наприклад, у вірші «Рок 1863»).

## Пам'ять
- Рішенням столичної ради Варшави від 10 лютого 2011 року Публічну бібліотеку в районі Прага-Полудні було названо ім'ям Зигмунта Румля.
- Зигмунт Румель є покровителем однієї з вулиць у Гданську та площі в Рушуві.
- У фільмі «Волинь» 2016 року режисера Войцеха Смажовського яскраво зображена смерть Зигмунта Румеля (роздертого кіньми) та відсилання до його вірша «Дві матері». У фільмі його ім'я було змінено (на Зигмунта Кржеменецьки)[7]